# Kekexili: Mountain Patrol
Kekexili: Mountain Patrol is een Chinese film uit 2004, geregisseerd door Lu Chuan (陆川). De hoofdrollen worden vertolkt door Duobuji, Zhang Lei en Qi Liang.
De film is gebaseerd op de documentaire Balance van Peng Hui.

## Verhaal
De film begint met een samenvatting van de executie van een patrouillelid door stropers. Daarna gaat de film verder in een semi-documentaireachtige stijl. Journalist Ga Yu wordt naar Peking gestuurd voor onderzoek. In Kekexili ontmoet hij Ritai, de leider van een groep vigilantes die ondanks de armoede en het gebrek aan overheidssteun in het gebied de bedreigde Tibetaanse antilope beschermen tegen stopers. De man die in de openingsscène werd vermoord hoorde bij hen.
Ga wordt bij de patrouille opgenomen en raakt betrokken bij de jacht op de stropers. De patrouille blijkt al snel onderbemand en slecht bewapend te zijn tegenover de stropers, maar zet toch door. Daarbij blijkt het zware landschap voor beide partijen een grote hindernis te vormen.

## Rolverdeling
| Acteur       | Personage |
| ------------ | --------- |
| Duobuji      | Ri Tai    |
| Zhang Lei    | Ga Yu     |
| Qi Liang     | Liu Dong  |
| Xueying Zhao | Leng Xue  |

## Achtergrond
De film werd op locatie opgenomen in zowel Mandarijn als in Tibetaans. Behalve de twee hoofdacteurs, Qi en Tobgyal, spelen in de film enkel Tibetaanse amateuracteurs. De film is gemaakt met een relatief laag budget, maar de productie werd gesteund door onder andere Columbia Pictures, Warner Bros. en Canon.
De harde omstandigheden op de filmlocaties eisten hun tol van de crew. Verschillende crewleden werden ziek, waaronder regisseur Lu. Alex Graf, de productiemanager van Columbia Pictures, kwam tijdens de opnames om bij een auto-ongeluk.
Voor de scène waarin een Tibetaanse antilope wordt doodgeschoten gebruikten de filmmakers een Mongolische Gazelle vanuit een nabijgelegen reservaat. Het dier werd voor de scène daadwerkelijk doodgeschoten voor de camera. Volgens acteur Zhang Lei leidde dit tot afschuw bij de rest van de acteurs, vooral daar enkele acteurs gehecht waren geraakt aan het dier. De gazelle werd naderhand begraven.
De film werd goed ontvangen en won meerdere prijzen. Tevens zorgde de film ervoor dat meer Chinezen zich bewust werden van de bedreigde diersoorten in Tibet. De Chinese overheid stelde naderhand een programma op voor betere bescherming.

## Prijzen en nominaties
| jaar | prijs                                 | categorie             | genomineerde(n) | uitslag     |
| ---- | ------------------------------------- | --------------------- | --------------- | ----------- |
| 2004 | Golden Horse Award                    | Beste cinematografie  | Yu Cao          | gewonnen    |
| 2004 | Golden Horse Award                    | Beste film            | Lu Chan         | gewonnen    |
| 2004 | Golden Horse Award                    | Beste acteur          | Duobuji         | genomineerd |
| 2004 | Golden Horse Award                    | Beste regisseur       | Lu Chuan        | genomineerd |
| 2004 | Golden Horse Award                    | Beste screenplay      | Lu Chuan        | genomineerd |
| 2004 | Internationaal filmfestival van Tokio | Special Jury Prize    | Lu Chuan        | gewonnen    |
| 2004 | Internationaal filmfestival van Tokio | Tokyo Grand Prix      | Lu Chuan        | genomineerd |
| 2005 | Don Quixote Award                     | Special Mention       | Lu Chuan        | gewonnen    |
| 2005 | Golden Rooster Award                  | Beste film            | Lu Chuan        | gewonnen    |
| 2005 | Golden Rooster Award                  | Beste acteur          | Duobuji         | genomineerd |
| 2005 | Golden Rooster Award                  | Beste regisseur       | Lu Chuan        | genomineerd |
| 2005 | Golden Rooster Award                  | Beste muziek          | Lao Zai         | genomineerd |
| 2005 | Golden Rooster Award                  | Beste screenplay      | Lu Chuan        | genomineerd |
| 2005 | Golden Rooster Award                  | Beste geluid          | Qin Song        | genomineerd |
| 2005 | Huabiao Film Award                    | Outstanding Director  | Lu Chuan        | gewonnen    |
| 2005 | Huabiao Film Award                    | Outstanding Film      | Lu Chuan        | gewonnen    |
| 2005 | Golden Star                           | -                     | Lu Chuan        | genomineerd |
| 2005 | Sundance Film Festival                | Grand Jury Prize      | Lu Chuan        | genomineerd |
| 2006 | Hong Kong Film Award                  | beste Aziatische film | Lu Chuan        | gewonnen    |